# 蚀系列 (DVD 品牌)

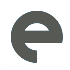
蚀系列商标

蚀系列（英语：Eclipse）是标准收藏（英语：Criterion Collection，下文简称“CC”）旗下发行一系列电影DVD的一个子品牌，于2007年3月27日首次发行该品牌旨在为难以找到的电影制作低售价、高品質的DVD版本。这些电影DVD以套裝形式发行，每套包含2至7部电影，并专注于某个特定的导演、电影制片厂、类型或主题。通常，该系列每月发布一次。为了降低售价，这些电影不会以CC通常的标准进行數位修復，也不包含任何CC的特别收录内容。当CC宣布他们未来发行的所有电影都将采用双格式（DVD + 蓝光）时，他们特别表示蚀系列旨在以更低的价格让人容易获得，因此将继续仅发行DVD格式。

## 历史
蚀系列曾被构想为一个发行邪典电影的子品牌。

## 使命声明
CC的总裁Peter Becker在CC官网上的博客On Five中表示：“我们希望（那些重要的、难以找到的电影）变得更容易获得，这就是我们创建蚀系列的原因。每个月我们都会推出一个新系列，通常是三到五部电影，专注于某个特定的导演或主题。这些电影不会包含任何的特别收录内容，但我们将使用所能找到的最好的片源，尽管它们不会被完整的修复”。

## 价格
援引自Peter Becker的博客：“每套中每张光碟的平均价格将低于15美元，我们正在考虑以更优惠的价格为订阅流媒体频道的会员提供这些套装。我们的目标是让这些电影变得容易获得，所以要确保这些电影不会因为高售价而继续无人问津”。因为蚀系列都是多光碟套装，所以不同套装的零售价取决于套装中光碟的数量。例如，路易·馬盧的纪录片套装有6张光盘，建议零售价为79.99美元。